# Michal Maroši
Pour les articles homonymes, voir Marosi.
Michal Maroši (né le 29 mai 1978 à Benátky nad Jizerou) est un coureur cycliste tchèque, spécialiste du VTT. Il est notamment champion d'Europe de dual slalom en 1998.

## Palmarès en VTT

### Championnats du monde
- Lugano 2003
  - 10e du four cross
- Rotorua 2006
  - 7e du four cross
- Leogang 2013
  - 7e du four cross

### Coupe du monde
- Coupe du monde de dual slalom
  - 1999 : 6e du classement général, un podium

- Coupe du monde de four cross
  - 2010 : 5e du classement général, vainqueur de la manche de Maribor, deux podiums

### Championnats d'Europe
- 1998
  -  Champion d'Europe de dual slalom
- 1999
  -  Médaillé d'argent du dual slalom
- 2000
  - 5e de la descente
- 2003
  - 5e du four cross

### Championnats de Tchéquie
- 2009
  -  Champion de Tchéquie de descente